# Gyoma (folyó)
A Gyoma (oroszul: Дёма, baskír nyelven Дим) folyó Oroszország európai részén, az Orenburgi területen és Baskíriában; a Bjelaja bal oldali mellékfolyója.

## Földrajz
Hossza: 535 (556) km, vízgyűjtő területe: 12 800 km², évi közepes vízhozama a torkolatnál: 35 (48,6) m³/sec.
Baskíriában, az Obscsij Szirt nevű hátság északi lejtőjén ered. Felső szakaszán az Orenburgi területen halad, majd Baskíriában, az Urál előhegyeihez tartozó Bugulma-belebeji-hátságon át északkeleti irányban folyik tovább és Ufa városnál ömlik a Bjelajába.
Széles völgyben, sztyepp és erdős sztyepp övön át kanyargó, alföldi jellegű folyó. Alsó szakaszán számtalan mellékága, holtága van. 
Jobb oldali mellékfolyói közül jelentősebb a Tyatyer (91 km), a bal oldaliak közül a Szadak (74 km). Vízgyűjtő területén található Baskíria legnagyobb tava, az Aszlikul (Аслыкуль).
A folyó menti legnagyobb település Davlekanovo (kb. 24 000 fő).